# Orlando Fedeli
Orlando Fedeli (São Paulo, 7 de fevereiro de 1933 – São Paulo, 9 de junho de 2010) foi um historiador católico brasileiro, apologista, polemista e professor universitário. Foi fundador e presidente da Associação Cultural Montfort, em 1983.

## Biografia
Nasceu em 1933, na cidade de São Paulo, filho de imigrantes italianos. Estudou no Colégio Dom Bosco, de padres salesianos, e no Colégio Nossa Senhora do Carmo, de irmãos maristas. Foi oficial da reserva do Exército, arma de infantaria pelo CPOR/SP. Em 1954, graduou-se em história na Pontifícia Universidade Católica de São Paulo, onde teve como professor Plínio Corrêa de Oliveira. Era doutor em história pela Universidade de São Paulo. Foi professor em escolas secundárias de São Paulo, além de ministrar aulas na PUC-SP e em Universidades do Canadá e dos Estados Unidos. Viajava por todo país, e algumas vezes ao exterior, ministrando aulas e palestras.
Participou durante trinta anos da organização Tradição, Família e Propriedade (TFP), que tem como fundador o seu referido professor Plínio Corrêa de Oliveira. Mais tarde se retirou e a partir daí passou a denunciar muitas práticas do grupo o que ensejou seu livro "No país das maravilhas: a Gnose burlesca da TFP e dos Arautos do Evangelho" que denuncia práticas tidas como ocultas pela instituição.
Seus escritos se posicionam contra o Concílio Vaticano II, a liberdade religiosa, o modernismo, o gnosticismo, a maçonaria e a Conferência Nacional dos Bispos do Brasil (CNBB). Também escreveu sobre a Idade Média, da qual era admirador, e sobre o Romantismo Alemão, tema de sua tese de doutorado, o que o faz um dos poucos especialistas brasileiros no tema. Trabalhava na defesa e promoção da Missa Tridentina, a qual recebeu renovado interesse após a publicação do motu proprio do Papa Bento XVI (Summorum Pontificum). Entre o final de 2004 e o começo de 2005, no meio das polêmicas sobre o uso de células-tronco embrionárias, recolheu mais de 150.000 assinaturas contra seu uso. No dia 26 de janeiro de 2005, entregou ao Papa João Paulo II, no Vaticano, uma placa representando as assinaturas.
Debateu na rádio USP com Hélio Bicudo sobre a pena de morte, com Olavo de Carvalho sobre gnosticismo. Esse debate trouxe grande atenção da mídia e dos setores acadêmicos na época, professor Orlando acusava Olavo de envolvimento com a filosofia perenialista. Debateu também com os representantes do Instituto Paulo VI de Brescia sobre o modernismo, com Felipe Aquino, membro da comunidade Canção Nova, e com Dom Estevão Bettencourt, monge beneditino. Era grande combatente contra a Teologia da Libertação, da Renovação Carismática Católica e o Ecumenismo, por isso criticava Leonardo Boff, Frei Betto, padre Marcelo Rossi e monsenhor Jonas Abib, entre vários.

## Obras
Entre outros, lançou quatro livros; o primeiro, Nos labirintos de Eco, é uma interpretação do famoso romance de Umberto Eco, O Nome da Rosa. Nele relacionou o romance passado na Idade Média com acontecimentos históricos desse período, com a história do século XX e com as relações de Umberto Eco com o escritor argentino Jorge Luis Borges. O segundo livro, Carta a um padre, é uma exposição e crítica das doutrinas que foram defendidas no Concílio Vaticano II. Nesse livro, Fedeli argumenta que as doutrinas dos teólogos do Vaticano II são derivadas da teologia modernista condenada pela Igreja Católica, principalmente pelo Papa São Pio X. Afirma ainda uma forte influência do pensamento heterodoxo no Concílio. "Antropoteísmo: a religião do homem" é um resumo das suas concepções sobre o esoterismo ao longo da história universal.
Recentemente, a editora Flos Carmeli Edições tem publicado toda a obra do professor Orlando Fedeli. Além dos livros, muitos de seus textos têm sido vertidos para o inglês e centenas de suas cartas e polêmicas publicadas em formato podcast.
- Nos Labirintos de Eco. São Paulo: Veritas, 2005. (Obra reeditada por Flos Carmeli Edições, 2020)
- Carta a um Padre. São Paulo: Veritas, 2007
- No país das maravilhas: a Gnose burlesca da TFP e dos Arautos do Evangelho. São Paulo: Editora Montfort, 2010. (Obra reeditada por Flos Carmeli Edições, 2022)
- Antropoteísmo: A Religião do Homem. São Paulo: Editora Montfort, 2011. (Segunda edição ampliada por Flos Carmeli Edições, 2020)
- Vaticano II: nem dogmático, nem pastoralmente correto. São Paulo: Editora Montfort, 2017
- Sob a Máscara - As Polêmicas de Orlando Fedeli e Fernando Schlithler contra Olavo de Carvalho. São Paulo: Flos Carmeli Edições, 2019
- Elementos Esotéricos e cabalísticos nas visões de Anna Katharina Emmerick. São Paulo: Flos Carmeli Edições, 2019
- A Religião do Vaticano II. São Paulo: Flos Carmeli Edições, 2021
- Cartas sobre o Concílio - Vaticano II, Modernismo e Eclesiologia. São Paulo: Flos Carmeli Edições, 2020
- Domine, ut videam - Revolução e Contra-revolução, o Corão da TFP. IPCO e Arautos do Evangelho. São Paulo: Flos Carmeli Edições, 2018
- Católico Somos (caderno de Canções). São Paulo: Flos Carmeli Edições, 2023